# Замлинки
Замлинки, Вздух (пол. Zamłynki, Zamłyński, Wzduch) — річка в Україні у Львівському районі Львівської області. Ліва притока річки Раківки (басейн Вісли).

## Опис
Довжина річки 15 км, похил річки 4,1 м/км, площа басейну водозбору 98,6 км² , найкоротша відстань між витоком і гирлом — 12,25  км, коефіцієнт звивистості річки — 1,22. Формується багатьма струмками та загатами.

## Розташування
Бере початок у селі Угри. Тече переважно на північний захід через села Годвишня, Добряни, Бар і на південно-західній околиці села Родатичі впадає в річку Раківку, праву притоку річки Вишні.
Населені пункти вздовж берегової смуги: Милятин.

## Цікаві факти
- На південно-західній околиці села Родатичі річку перетинає автошлях М11[4] (автомобільний шлях міжнародного значення на території України. Проходить територією Львівської області.).